# Psyllaephagus elaeagni
Psyllaephagus elaeagni är en stekelart som beskrevs av Trjapitzin 1967. Psyllaephagus elaeagni ingår i släktet Psyllaephagus och familjen sköldlussteklar. Inga underarter finns listade i Catalogue of Life.